# Barbarians français
Pour les articles homonymes, voir Barbarian.
Maillots
Le Barbarian Rugby Club (BRC) ou Barbarians français est un club de rugby à XV et à sept sur invitation, fondé en 1979 sur le modèle des Barbarians.
De novembre 2017 à juin 2019, il joue le rôle de réserve de l'équipe de France sous l'égide de la Fédération française de rugby.

## Histoire

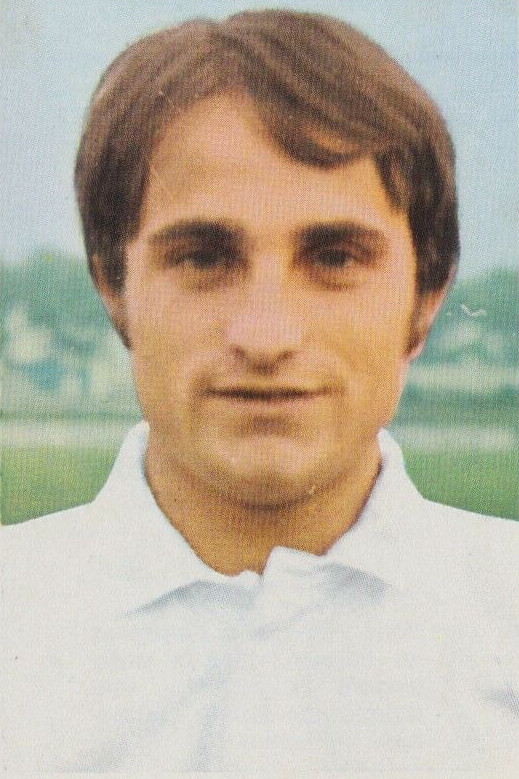
Jacques Fouroux l'un des fondateurs des Barbarians français.

À l'image de leurs homologues internationaux et à la suite des Barbarians argentins et néo-zélandais notamment, les Barbarians français, fondés par la célèbre paire Fouroux-Romeu, Rives, Skrela et autres vainqueurs du Grand chelem au Tournoi de 1977, furent tout d'abord une équipe de prestige, disputant un ou deux matchs de XV par an.
Après une création actée en août 1979, leur premier match est joué le 1er mai 1980 à Agen contre l'Écosse. Ce jour-là, c'est l'équipe du grand chelem de 1977 qui est alignée à trois exceptions près : les Bagnérais Jean-Michel Aguirre et Roland Bertranne ne sont pas autorisés par leur club à participer en raison du quart de finale de championnat du week-end suivant ; quant à Jean-Pierre Bastiat, il ne peut plus jouer au rugby. Ils sont remplacés par Michel Droitecourt, Henri Magois et Jean-Luc Joinel. Le premier et le dernier étaient remplaçants lors du tournoi 1977, le second, un ancien, perpétuait ainsi la tradition des Baabaas britanniques.
À l'aube des années 1990, après luttes intestines et guerres de clans, le Barbarian Rugby Club devint une sorte de deuxième équipe de France, conservant néanmoins son autonomie et continuant d'inviter des joueurs étrangers dans ses rangs.
Avec les années 2000, la disparition progressive de l'équipe de France A et le raccourcissement des tournées (suppression des matchs de provinces), l'équipe des Barbarians français abandonna son rôle d'équipe de prestige et de gala et fut utilisée pour jauger des joueurs, comme en mars 2007 où une sélection de joueurs français — ne disputant pas le Tournoi des Six Nations mais néanmoins candidats à l'équipe de France — s'inclina 28 à 14 lors d'un match l'opposant à l'Argentine en prévision de la Coupe du monde 2007.
Dans le domaine du rugby à sept, les Barbarians français disputèrent annuellement plusieurs tournois dans les années 1980 et 1990, jusqu'à ce que le circuit soit chapeauté par l'IRB et que la sélection nationale s'impose.
Le 14 novembre 2009, les Barbarians français rencontrèrent le XV d'Europe au stade du roi Baudouin à Bruxelles devant un peu plus de 10 500 personnes lors de la célébration du 75e anniversaire de la création de la FIRA par la France et 9 autres fédérations dont la fédération belge de rugby.
En 2015, plusieurs changements ont vu le jour au sein de l’organigramme, Jean-Pierre Rives et Denis Charvet restent respectivement président et directeur sportif, Max Guazzini prend lui le poste de directeur général. Thomas Lombard sera chargé de communication, le Parisien Pierre Rabadan occupera le poste, lui, de chargé des relations avec les clubs, les joueurs et les syndicats. Enfin Jean-Louis Barthez sera le secrétaire général et trésorier tandis que Jo Maso sera chargé des relations avec la Ligue, la FFR et le World Rugby.
À partir de novembre 2017, les Barbarians français sont considérés comme la deuxième équipe de France. La mise à disposition des joueurs est désormais encadrée par la convention liant la Fédération française de rugby et la Ligue nationale de rugby. Un joueur appelé pour porter le maillot des Barbarians doit obligatoirement être libéré par son club et le groupe des Barbarians est arrêté en collaboration avec le sélectionneur national et son staff. Max Guazzini décide alors de quitter son poste de directeur général. Ce changement de statut fait écho aux nouveaux règlements de World Rugby : d'après la règle 8, une fédération n'est plus autorisée à désigner une sélection nationale junior en tant qu'équipe nationale réserve à partir du 1er janvier 2018,.
Malgré tout, ce statut est remis en cause après deux saisons, la Fédération annonçant que les Barbarians ne représenterait plus l'équipe réserve nationale à partir du 4 juin 2019, et redeviendrait une équipe d'exhibition. À partir de 2020, l'équipe de rugby à sept des Barbarians obtient la place d'équipe invitée au Supersevens. Les Baa-baas sélectionnent alors des joueurs issus d'équipes de Pro D2, de Fédérale 1 et de fédérations étrangères.

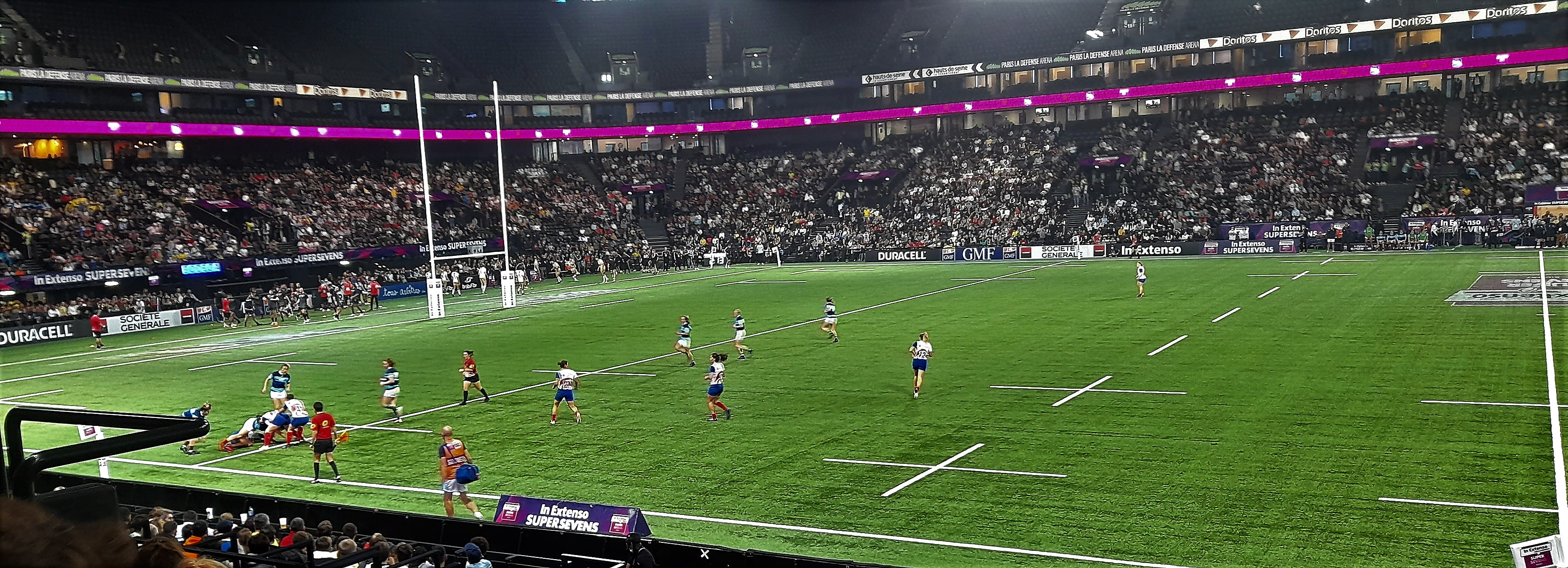
Les Barbarianes lors de leur premier match officiel à la Paris La Défense Arena, le 13 novembre 2021.

En 2021, une équipe féminine est créée. Elles sont appelées Barbarianes françaises. Elles jouent leur premier match contre l'équipe de France féminine de rugby à sept lors de l'étape finale de la saison 2021 de Supersevens à la Paris La Défense Arena.

## Identité visuelle

### Couleurs et maillots
Le Barbarian Rugby Club arbore un traditionnel maillot cerclé de bleu ciel, bleu roi et bleu marine avec un short bleu marine ou blanc. Comme avec les Barbarians, les joueurs portent leurs chaussettes de club lorsqu'ils évoluent avec les Barbarians français.

### Logo

Évolution du logo
Ancien logo.
Logo actuel.

## Personnalités du club

### Joueurs célèbres

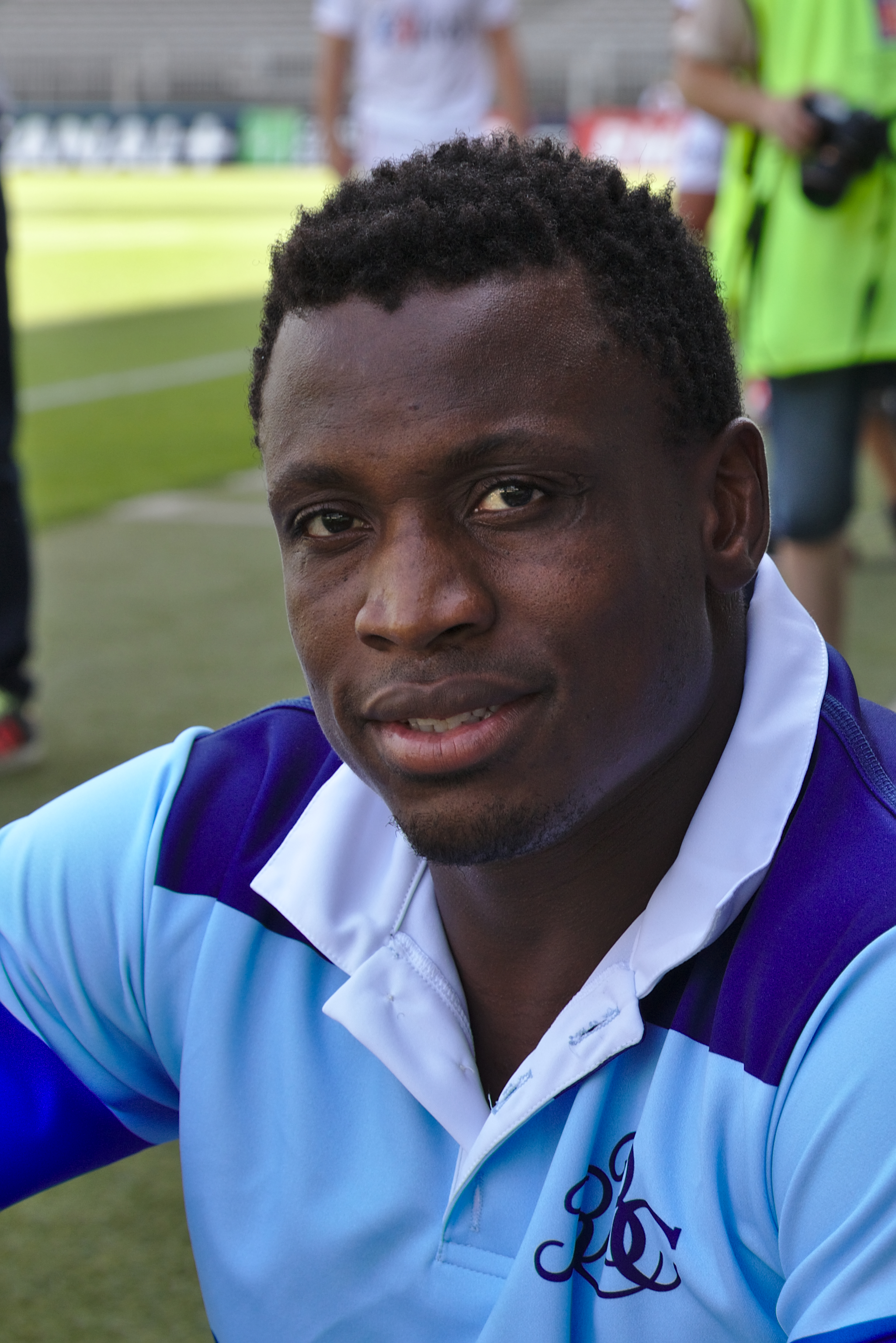
Yves Donguy, portant le maillot des Barbarians français.

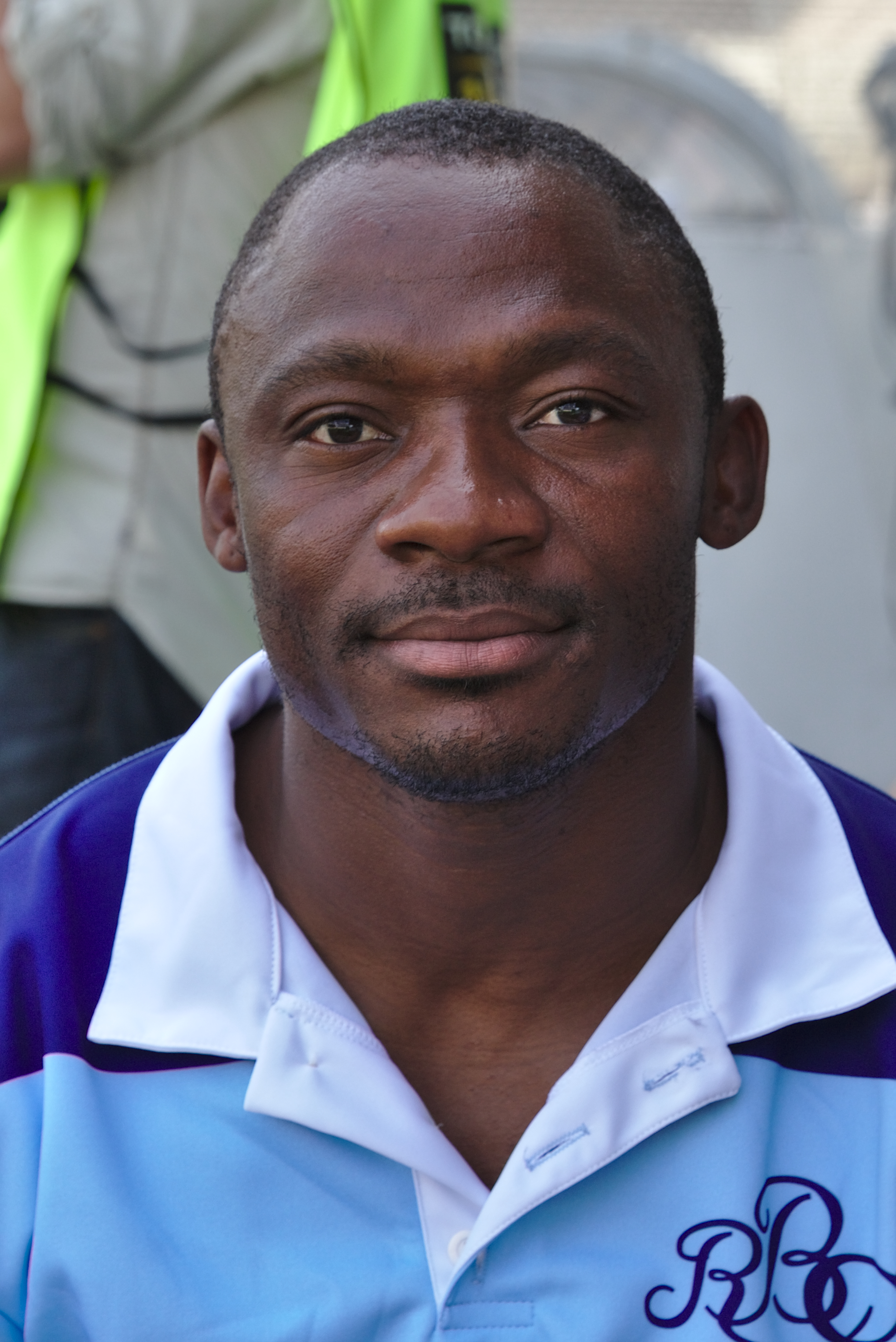
Silvère Tian, portant le maillot des Barbarians français.

De nombreux joueurs français et étrangers, internationaux ou non, portèrent le fameux maillot du Barbarian Rugby Club. Voici une liste de quelques-uns parmi les plus célèbres, ayant officié :
- Benoît Bellot
- Abdelatif Benazzi
- Pierre Berbizier
- Philippe Bernat-Salles
- Serge Betsen
- Serge Blanco
- Patrick Bonal
- Éric Bonneval
- Naas Botha
- Olivier Brouzet
- Nicolas Brusque
- Laurent Cabannes
- Didier Camberabero
- Alain Carminati
- Thomas Castaignède
- Rupeni Caucaunibuca
- Marc Cécillon
- Vincent Clerc
- Didier Codorniou
- Marc Dal Maso
- Marc de Rougemont
- Philippe Dintrans
- Christophe Dominici
- Michel Droitecourt
- Daniel Dubroca
- John Eales
- Jean-Baptiste Élissalde
- Jean-Pierre Élissalde
- Nick Farr-Jones
- Jacques Fouroux
- Fabien Galthié
- Xavier Garbajosa
- Jean-Pierre Garuet-Lempirou
- Stéphane Glas
- Arthur Gomes
- Jean-Michel Gonzales
- Cédric Heymans
- Aubin Hueber
- Jean-François Imbernon
- Byron Kelleher
- Jean-Baptiste Lafond
- Patrice Lagisquet
- Christophe Laussucq
- Jean-Patrick Lescarboura
- Marc Lièvremont
- Thomas Lièvremont
- Léon Loppy
- Sylvain Marconnet
- Michel Marfaing
- Rémy Martin
- Franck Mesnel
- Frédéric Michalak
- Vincent Moscato
- Émile Ntamack
- James O'Connor
- Pascal Ondarts
- Robert Paparemborde
- Laurent Pardo
- Fabien Pelous
- Jean-Baptiste Poux
- Pierre Rabadan
- Jean-Pierre Rives
- Laurent Rodriguez
- Jean-Pierre Romeu
- Aurélien Rougerie
- Olivier Roumat
- Philippe Saint-André
- Philippe Sella
- Waisale Serevi
- Patrick Serrière
- David Skrela
- Jean-Claude Skrela
- David Smith
- George Smith
- Cédric Soulette
- Robins Tchale-Watchou
- Jérôme Thion
- Bernard Viviès

### Entraîneurs

#### Rugby à XV
| Tournée       | Entraîneur(s)                                                                                                 | Nombre de matchs | Victoire(s) | Nul(s) | Défaite(s) |
| ------------- | --- | ---------------- | ----------- | ------ | ---------- |
| Novembre 2000 | Jean-Claude Skrela Alain Paco                                                                                 | 1                | 0           | 0      | 1          |
| Novembre 2005 | Guy Novès (Stade toulousain) Serge Laïrle (Stade toulousain) Philippe Rougé-Thomas (Stade toulousain)         | 1                | 0           | 0      | 1          |
| Mars 2007     | Jacques Delmas (Biarritz olympique) Patrice Lagisquet (Biarritz olympique)                                    | 1                | 0           | 0      | 1          |
| Juin 2008     | Xavier Péméja (Aviron bayonnais) Jean-François Beltran (Aviron bayonnais)                                     | 1                | 1           | 0      | 0          |
| Mars 2009     | Guy Novès (Stade toulousain)                                                                                  | 1                | 0           | 0      | 1          |
| Novembre 2009 | Laurent Rodriguez (Biarritz olympique) Patrice Lagisquet                                                      | 1                | 1           | 0      | 0          |
| Novembre 2010 | Guy Novès (Stade toulousain) Yannick Bru (Stade toulousain) Patrice Lagisquet                                 | 1                | 0           | 0      | 1          |
| Juin 2011     | Laurent Travers (Castres olympique) Laurent Labit (Castres olympique) Philippe Rougé-Thomas                   | 2                | 1           | 0      | 1          |
| Juin 2012     | Laurent Travers (Castres olympique) Laurent Labit (Castres olympique)                                         | 2                | 2           | 0      | 0          |
| Novembre 2012 | Laurent Travers (Castres olympique) Laurent Labit (Castres olympique)                                         | 1                | 1           | 0      | 0          |
| Novembre 2013 | Fabrice Landreau (FC Grenoble) Franck Corrihons (FC Grenoble) Philippe Rougé-Thomas                           | 1                | 1           | 0      | 0          |
| Novembre 2014 | Bernard Laporte (RC Toulon) Sylvain Marconnet Pierre Mignoni (RC Toulon)                                      | 1                | 1           | 0      | 0          |
| Juin 2015     | Fabrice Landreau (FC Grenoble) Philippe Rougé-Thomas                                                          | 2                | 1           | 0      | 1          |
| Novembre 2016 | Raphaël Ibañez (Union Bordeaux Bègles) Xavier Garbajosa (Stade rochelais) Heini Adams (Union Bordeaux Bègles) | 1                | 1           | 0      | 0          |
| Juin 2017     | Pierre Mignoni (Lyon OU) Jacques Delmas Heini Adams (Union Bordeaux Bègles)                                   | 2                | 0           | 0      | 2          |
| Novembre 2017 | Franck Azéma (ASM Clermont Auvergne) Bernard Goutta (ASM Clermont Auvergne)                                   | 1                | 1           | 0      | 0          |
| Juin 2018     | Christophe Urios (Castres olympique) Xavier Garbajosa (Stade rochelais)                                       | 2                | 0           | 0      | 2          |
| Novembre 2018 | Ugo Mola (Stade toulousain) William Servat (Stade toulousain)                                                 | 1                | 0           | 0      | 1          |
| Novembre 2021 | Xavier Garbajosa Christian Labit (US Carcassonne)                                                             | 1                | 1           | 0      | 0          |
| Juin 2022     | Christian Labit (US Carcassonne) Kevin Gourdon                                                                | 1                | 0           | 0      | 1          |
| Novembre 2022 | Christian Labit (US Carcassonne) Frédéric Charrier (Union Bordeaux Bègles)                                    | 1                | 0           | 0      | 1          |

#### Rugby à sept
Équipe masculine
| Événement                  | Entraîneur(s)              | Nombre de matchs | Victoire(s) | Nul(s) | Défaite(s) |
| -------------------------- | -------------------------- | ---------------- | ----------- | ------ | ---------- |
| Supersevens 2020           | Nicolas Le Roux (France 7) | 4                | 3           | 0      | 1          |
| Saison 2021 du Supersevens | Nicolas Le Roux (France 7) | 13               | 10          | 0      | 3          |
| Saison 2022 du Supersevens | Nicolas Le Roux (France 7) | 14               | 8           | 0      | 6          |

Équipe féminine
| Événement        | Entraîneur(s)            | Nombre de matchs | Victoire(s) | Nul(s) | Défaite(s) |
| ---------------- | ------------------------ | ---------------- | ----------- | ------ | ---------- |
| Supersevens 2021 | Romain Huet (Belgique 7) | 2                | 0           | 0      | 2          |

### Président
Jean-Pierre Rives est le président du club depuis sa création. Il déclare au sujet de ce poste :

« Je ne sais pas pourquoi ils m’ont bombardé président. C’est un club sans président, sans patron, sans terrain. On n’a pas de club house. On n’a rien, simplement une espèce de rêve et on essaie d’aller au bout dans cette liberté et ce sens commun très fort.[...] Je ne sers à rien ! Mon rôle est inexistant. Je suis une erreur dans le système. Mais comme il n’y a pas de système, il n’y a pas d’erreur. Ils m’ont bombardé garant de l’esprit, tellement je suis en révolution moi-même et les copains ont décidé que ce rôle m’allait bien. »

## Palmarès
- Melrose Sevens : vainqueurs en 1983, finalistes en 1986
- Hong Kong Sevens : vainqueurs en 1987 (Plate), finalistes en 1986 (Cup)
- Air France Sevens : vainqueurs en 1997 (Plate) et en 1999 (Plate), demi-finalistes en 1998 (Plate) et en 2000 (Bowl)
- Supersevens : vainqueurs de l'étape finale en 2021, 2023 et 2024.

## Tableau des confrontations

### Rugby à sept
Les Barbarians français participent entre 1983 et 1999 à différents tournois de rugby à sept, jusqu'à la création des World Sevens Series en 1999-2000. Lors de cette première saison des World Series, les Barbarians sont invités pour le dernier tournoi de l'année à Paris.

## Effectif actuel
Treize joueurs sont sélectionnés avec les Barbarians français pour participer à l'étape finale de la Saison 2021 du Supersevens le 13 novembre 2020 :
- Damien Anon (Carcassonne)
- Guillaume Bouche (Bayonne)
- Thomas Brouillard (Belgique)
- Mattieu Delcourt (Drancy)
- Gaël Drean (Rennes)
- William Iraguha (FFR)
- Jonathan Laugel (FFR)
- Pierre Mignot (FFR)
- Kelegh Moutome (Villeurbanne)
- Stephen Parez (FFR)
- Varian Pasquet (FFR)
- Jordan Sepho (FFR)
- Joachim Trouabal (FFR)

## Statistiques individuelles (rugby à XV)
Mises à jour le 11 novembre 2017. Les statistiques ont été calculées à partir des feuilles de match de l'ancien site officiel des Barbarians[réf. à confirmer]. Les noms en gras indiquent les joueurs encore en activité.

### Nombre de sélections
| Rang | Joueur               | Activité  | Sélections |
| ---- | -------------------- | --------- | ---------- |
| 1    | Denis Charvet        | 1985-1997 | 13         |
| 2    | Jean-Baptiste Poux   | 2003-2016 | 11         |
| 3    | Jérôme Fillol        | 1999-2015 | 10         |
| 4    | Laurent Pardo        | 1981-1986 | 9          |
| 4    | Pierre Rabadan       | 2005-2015 | 9          |
| 4    | Marc Dal Maso        | 1988-2000 | 9          |
| 7    | Serge Blanco         | 1981-1994 | 8          |
| 7    | Jean-Michel Gonzalez | 1996-2003 | 8          |
| 7    | Nicolas Brusque      | 1997-2009 | 8          |

### Nombre de capitanats
| Rang | Joueur              | Capitanats |
| ---- | ------------------- | ---------- |
| 1    | Denis Charvet       | 4          |
| 2    | Robert Paparemborde | 3          |
| 2    | David Auradou       | 3          |
| 2    | William Servat      | 3          |
| 2    | Aurélien Rougerie   | 3          |
| 6    | Jean-Pierre Rives   | 2          |
| 6    | Pierre Berbizier    | 2          |
| 6    | Serge Blanco        | 2          |
| 6    | Eric Champ          | 2          |
| 6    | Philippe Benetton   | 2          |
| 6    | Marc Lièvremont     | 2          |
| 6    | Frédéric Michalak   | 2          |

### Nombre de points
| Rang | Joueur                   | Activité  | Points |
| ---- | ------------------------ | --------- | ------ |
| 1    | Denis Charvet            | 1985-1997 | 85     |
| 2    | Jean-Baptiste Lafond     | 1984-1993 | 72     |
| 3    | Patrick Estève           | 1984-1993 | 38     |
| 4    | Benjamin Lapeyre         | 2011-0000 | 33     |
| 5    | Serge Blanco             | 1981-1994 | 28     |
| 6    | Pierre Bernard           | 2012-0000 | 25     |
| 6    | Camille Lopez            | 2012-0000 | 25     |
| 8    | Jean-Patrick Lescarboura | 1982-1993 | 24     |
| 8    | Marc Dal Maso            | 1988-2000 | 24     |
| 8    | Olivier Toulouze         | 1995-1998 | 24     |

### Nombre d'essais
| Rang | Joueur               | Activité  | Essais |
| ---- | -------------------- | --------- | ------ |
| 1    | Jean-Baptiste Lafond | 1984-1993 | 10     |
| 2    | Patrick Estève       | 1984-1993 | 9      |
| 3    | Serge Blanco         | 1981-1994 | 7      |
| 4    | Benjamin Lapeyre     | 2011-0000 | 6      |
| 5    | Denis Charvet        | 1985-1997 | 5      |
| 5    | Marc Dal Maso        | 1988-2000 | 5      |

## Diffusion à la télévision
Les Barbarians français n'ont pas de diffuseur officiel. Les matchs sont généralement retransmis en direct à la télévision française, mais le diffuseur change régulièrement.
En mars 2009, le match opposant les Baa-Baas et le XV du Président, sélection de joueurs étrangers évoluant en France, est diffusé sur France 3 et Sport+. En juin 2009, le match contre l'Argentine est diffusé sur Direct 8.En juin 2011, le deuxième match de la tournée en Argentine est diffusé sur France 4. En novembre 2012, le match face au Japon est diffusé sur Sport365. En novembre 2013 et 2014, les matchs face aux Samoa puis à la Namibie sont diffusés sur Eurosport,. En juin 2015, la tournée en Argentine est retransmise sur beIN Sports.
En 2016, L'Équipe 21, chaîne de la TNT gratuite, acquiert les droits de diffusion des rencontres à domicile jusqu'en 2021. La chaîne diffuse en clair un match par saison. En novembre 2016, le match face à l'Australie est ainsi diffusé sur la chaîne renommée depuis L'Équipe.
En juin 2017, les deux matchs de la tournée en Afrique du Sud sont diffusés sur Canal+ Sport.
En juin 2022, le match à Houston, programmé dans la nuit à l'heure française, n'est diffusé sur aucune chaîne de télévision en France.

## Citations
« Le B.R.C. est un club de rugby, mais un drôle de club. Il n’a ni stade, ni terrain d’entraînement, ni obligation de participer à une compétition régulière, ni joueur sous contrat, ni même la moitié d’un kiné. Et pourtant il est affilié à la FFR et reconnu d’utilité publique. » - Jean-Pierre Rives.
« [chez les Barbarians] Tu viens avec tes chaussettes, tu partages tout le reste ! » - Jean-Pierre Romeu.
« Au-delà de l’idée, les Barbarians sont une philosophie, un esprit. Rien d’autre qu’un esprit. Ils protègent un espace de liberté, de fraternité. Être Baa-Baas, c’est une façon d’être, de se comporter. On respecte un certain code de vie » - Jean-Pierre Rives.

## Oscars Barbarians
À partir d'octobre 2016, les Barbarians s’associent au bi-hebdomadaire Midi olympique pour célébrer, à l’occasion de chaque remise mensuelle des Oscars Midol, les mérites du joueur dont l’état d’esprit, l’attitude et l’élégance se rapprochent le plus de l’esprit des Barbarians.
| Mois           | Oscar Barbarians        | Poste                | Club                  | Match disputé avec les Barbarians |
| -------------- | ----------------------- | -------------------- | --------------------- | --------------------------------- |
| Octobre 2016   | Frédéric Michalak       | Demi d'ouverture     | Lyon OU               | Afrique du Sud A (2017)           |
| Novembre 2016  | Jean-Baptiste Péjoine   | Demi de mêlée        | CA Brive              | Afrique du Sud A (2017)           |
| Janvier 2017   | Serge Sergueev          | Deuxième ligne       | US Montauban          | –                                 |
| Février 2017   | Blair Connor            | Ailier               | Union Bordeaux Bègles | Australie (2016)                  |
| Mars 2017      | Fulgence Ouedraogo      | Troisième ligne aile | Montpellier HR        | –                                 |
| Avril 2017     | Emmanuel Étien          | Troisième ligne aile | US Carcassonne        | –                                 |
| Décembre 2017  | Jacques-Louis Potgieter | Demi d'ouverture     | USA Perpignan         | –                                 |
| Février 2018   | Pierrick Esclauze       | Deuxième ligne       | US Montauban          | –                                 |
| Mars 2018      | Maxime Médard           | Ailier ou arrière    | Stade toulousain      | –                                 |
| Avril 2018     | Anthony Jelonch         | Troisième ligne aile | Castres olympique     | Afrique du Sud A (2017)           |
| Juin 2018      | Javier Lagioiosa        | Deuxième ligne       | RC Vannes             | –                                 |
| Septembre 2018 | Maxime Oltmann          | Ailier               | US Carcassonne        | –                                 |
| Octobre 2018   | Alexandre Lapandry      | Troisième ligne aile | ASM Clermont Auvergne | –                                 |
| Novembre 2018  | Demba Bamba             | Pilier               | CA Brive              | –                                 |
| Janvier 2019   | Alexandre Roumat        | Deuxième ligne       | Union Bordeaux Bègles | –                                 |
| Janvier 2019   | Julien Tisseron         | Arrière              | Aviron bayonnais      | –                                 |
| Mars 2019      | Baptiste Delaporte      | Troisième ligne aile | Castres olympique     | –                                 |
| Mai 2019       | Charles Brousse         | Centre               | Provence rugby        | –                                 |
| Mai 2019       | Cheslin Kolbe           | Ailier               | Stade toulousain      | –                                 |